# فيسنتي مولينا فوا
فيسنتي مولينا فوا (بالإسبانية: Vicente Molina Foix)‏ (18 أكتوبر 1946، ألش في إسبانيا)؛ شاعر، مخرج أفلام، كاتب وروائي إسباني. درس في جامعة كمبلوتنسي بمدريد.

## روابط خارجية
- فيسنتي مولينا فوا على موقع IMDb (الإنجليزية)
- فيسنتي مولينا فوا على موقع ديسكوغز (الإنجليزية)
- فيسنتي مولينا فوا على موقع قاعدة بيانات الفيلم (الإنجليزية)